# Stampede of the Disco Elephants
Stampede of the Disco Elephants is het zevende studioalbum van Limp Bizkit. De band heeft gepland om dit album in januari 2014 uit te geven. De leadsingle van het album is Ready To Go dat op 24 maart 2013 uitkwam via hun officiële website. Dit nummer bevat Lil Wayne als gastartiest. Dit is hun eerste album uitgegeven bij Cash Money Records. Vooraf zaten ze bij Interscope Records.